# Sparky Anderson
George Lee „Sparky“ Anderson (* 22. Februar 1934 in Bridgewater, South Dakota; † 4. November 2010 in Thousand Oaks, Kalifornien) war ein US-amerikanischer Baseballspieler und -manager und der erste Teammanager, der Mannschaften aus der National League und der American League zum Sieg in der World Series führte.

## Leben

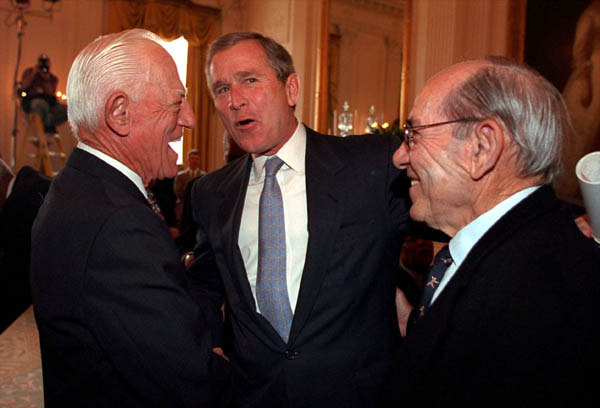
Sparky Anderson im Gespräch mit George W. Bush und Yogi Berra (2001)

Anderson wurde 1934 als Sohn eines Malers in Bridgewater, South Dakota geboren. Als er acht war, zog er mit seiner Familie nach Los Angeles und wurde dort Batboy an der University of Southern California. 1953 unterzeichnete er einen Amateur-Vertrag bei den Brooklyn Dodgers, ehe er 1959 für eine Saison als Second Baseman in der Major League Baseball (MLB) bei den Philadelphia Phillies spielte. Trotz der einen Saison als Second Baseman wurde er in die Hall of Fame der Phillies gewählt. 
Nach Beendigung seiner spielerischen Laufbahn wurde er Mitte der 1960er Jahre Teammanager und war tätig bei den Toronto Maple Leafs (1964), den Rock Hill Cardinals (1965), den St. Petersburg Cardinals (1966), den Modesto Reds (1967) sowie den Asheville Tourists (1968).
Große Bekanntheit erreichte er 1970, als er Teammanager der Cincinnati Reds wurde und diese in den 1970er Jahren zur „Big Red Machine“ aufbaute. Mit ihm gewann das Team 1970, 1972, 1975 als auch 1976 den Meistertitel in der National League. Sowohl 1975 als auch 1976 gewann er darüber hinaus mit den Cincinnati Reds die World Series, das Finale der US-amerikanischen Baseball-Profiligen (National League und American League). Für seine Verdienste wurde er ebenfalls in die Hall of Fame des Teams aufgenommen. Darüber hinaus wird das von ihm getragene Trikot mit der Nummer 10 von den Reds nicht mehr vergeben.
1979 verließ er die Cincinnati Reds und wechselte als Nachfolger von Billy Martin als Teammanager zu den Detroit Tigers. 1984 wurden nach dem Sieg über die Kansas City Royals und dem damit verbundenen Titelgewinn in der American League die San Diego Padres in nur fünf Spielen in der World Series bezwungen, so dass ein von Anderson betreutes Team erneut die World Series gewann. Er war damit der erste Trainer, der Mannschaften aus der National League und American League zum Sieg in der World Series führte. Darüber hinaus wurde er 1984 Teammanager des Jahres in der American League.
Der Shortstop der Tigers, Alan Trammell, wurde zum Most Valuable Player (MVP) der World Series gewählt. 1987 erreichten die Tigers letztmals das American-League-Finale, unterlagen da aber den Minnesota Twins. Trotzdem wurde Anderson erneut zum Teammanager des Jahres in der American League gewählt. Bis 1995 blieb er den Tigers als Manager treu, ohne allerdings weitere Titel zu gewinnen. Die Tigers nahmen Anderson auch in ihre Hall of Fame auf.
Sparky Anderson veröffentlichte daneben über seine Erfahrungen als Teammanager drei autobiografische Bücher mit den Titeln The Main Spark: Sparky Anderson and the Cincinnati Reds (1978), Bless You Boys: Diary of the Detroit Tigers' 1984 Season (1984) sowie Sparky! (1990).
Nach einem Herzinfarkt und einer erfolglosen Angioplastie unterzog er sich am 16. Juli 1999 einer dreifachen Bypass-Operation.
Für seine Verdienste im Baseball wurde er sowohl 2000 in die US-Baseball Hall of Fame als auch 2007 in die kanadische Baseball Hall of Fame aufgenommen.
Bei der World Series 2006 warf er beim zweiten Spiel der St. Louis Cardinals gegen die Detroit Tigers den symbolischen ersten Pitch.